# The Outsiders (banda dos Estados Unidos)
The Outsiders foi uma banda estadunidense de Cleveland, Ohio, ativa durante a década de 1960. Entre abril e dezembro de 1966 eles foram responsáveis pela colocação de quatro canções na parada de singles Hot 100 da Billboard, começando por "Time Won't Let Me", sua canção mais famosa e que atingiu a posição #5. O grupo existiu principalmente como um quinteto, embora também funcionasse como quarteto, sendo liderado pelo guitarrista Tom King e lançando três LPs de estúdio e um ao vivo durante sua existência.

## História

### 1958-1964: Tom King and the Starfires
Os Outsiders começaram sua trajetória em 1958 com a denominação de Tom King and the Starfires, sendo liderados pelo adolescente Tom King. As gravações eram efetuadas pelo tio de King, Patrick Connelly, que era dono de um pequeno selo fonográfico, a Pama Records, que inicialmente os lançava. Eles logo começaram a fazer um pequeno sucesso na cidade de Cleveland, Ohio, e seu repertório, nesta fase, foi principalmente de música instrumental.
Trabalharam em uma dúzia de singles para a Pama durante um período de cinco anos e seu maior êxito foi "(I Can't Sit Still) Stronger Than Dirt". Continuaram a prosperar localmente, após algumas mudanças de integrantes, ganhando dinheiro suficiente para se manter até o final do ano de 1964; porém os gostos do público começaram a mudar na sequência da invasão britânica e o grupo teve que adicionar mais vocais em seu repertório e Tom King, que geralmente cantava, teve sua voz danificada por uma amigdalectomia. Os Starfires acrescentam, então, Sonny Geraci, um novo vocalista.

### 1965-1968: The Outsiders
No final do ano de 1965, ainda com Starfires como denominação, Tom King compõe, junto com seu primo Chet Kelley, uma canção gravada no estúdio Cleveland Recording e intitulada "Time Won't Let Me". Por esta época os integrantes eram Sonny Geraci (vocal), Tom King (guitarra base), Al Austin (guitarra solo), Mert Madsen (baixo), Mike Geraci (saxofone barítono) e Ronnie Harkai (bateria). Roger Karhsner, o manager da gravadora Capitol Records na costa leste dos Estados Unidos, ouviu o registro, o que lhes propiciou um contrato com este selo. "Time Won't Let Me" foi lançada como single 7" (45 rpm) pela Capitol em 17 de janeiro de 1966 e continha "Was It Really Real" no Lado B.  Tom King produziu o disco e, com Tommy Baker, foi fundamental para os arranjos de metais. A canção se tornou hit em todo o país, indo parar na posição #5 da Billboard Hot 100 na data de 16 de abril e ficando nas paradas nacionais por 15 semanas. Vendeu mais de um milhão de cópias. Desde então, a música é ouvida em filmes, comerciais de TV e programas de rádio. King mudara o nome da banda, de Starfires para Outsiders, possivelmente a pedido do novo selo. Uma das razões da mudança de nome foi que King e Kelley haviam se tornado "outsiders" no seio familiar como o resultado da mudança de gravadora. O baterista Harkai saiu para se juntar à Força Aérea logo após o single de estreia ser gravado. Foi sucedido por Bennie Benson e, mais tarde, por Ricky Baker.
A banda The Outsiders veria mais três canções de singles na parada da Billboard em 1966: "Girl In Love", lançada em 25 de abril, atingiria a posição #21 em 02 de julho; "Respectable", lançada em 18 de julho, atingiria a posição 15# em 03 de setembro e "Help Me Girl", lançada em outubro, atingiria a posição 37# em 17 de dezembro. Neste mesmo ano, lançam seu álbum de estreia, Time Won't Let Me, também produzido por King. Ele continha cinco canções originais escritas por King e Kelley, incluindo a canção título. Para as sessões de gravação o baterista foi Jimmy Fox, que tinha sido baterista dos Starfires e retornara da faculdade. Outro lançamento, no México e Estados Unidos, é um EP 7" contendo "Time Won't Let Me", "Listen People", "Girl In Love" e "Rockin' Robin".
O segundo álbum, que já havia fornecido o single "Respectable" (uma versão de Isley Brothers), foi lançado em agosto de 1966. Seis meses após a sua grande oportunidade eles tiveram acesso a uma canção chamada "Bend Me, Shape Me" à frente de qualquer outro grupo, mas recusaram-se a colocá-la em um single, permitindo que a banda American Breed a tornasse um grande sucesso na América e Inglaterra, respectivamente, em 1968. O terceiro LP do grupo, In , foi lançado em janeiro de 1967 com esta canção, mas não atingiu grande volume de vendas e nenhum dos posteriores singles do grupo: "I'll Give You Time (To Think It Over)", "Gotta Leave Us Alone", "I'll See You In the Summertime", "Little Bit of Lovin'" e "We Ain't Gonna Make It", atingiu a parada de sucessos Billboard Hot 100.
Embora atingindo apenas a posição #121, "Gotta Leave Us Alone" encorajou a banda a gravar um quarto álbum de estúdio. King e Kelley tinham começado a trabalhar com um compositor chamado Bob Turek e a formação do grupo tinha mudado um pouco: Mert Madsen tinha decidido se casar e saiu, sendo sucedido por Richard D'Amato no baixo. Ao invés deste quarto álbum, lançaram um disco ao vivo, Happening 'Live!', em 1967. No estúdio, os Outsiders estavam praticamente reduzidos a Tom King e Sonny Geraci e quaisquer que sejam os músicos envolvidos na época, e a saída de King, no início de 1968, significou o fim para eles.

### 2011: Morte de Tom King
Em 23 de abril de 2011 Tom King falece em Wickliffe, Ohio, após um período de declínio de sua saúde. Ele tinha 68 anos.

## Discografia

### Álbuns
- LP: Time Won't Let Me (1966) - Capitol (ST 2501, stereo/T 2501, mono)
- LP: Album #2 (1966) - Capitol (ST 2568, stereo/T 2568, mono)
- LP: In (1967) - Capitol (ST 2636, stereo/T 2636, mono)
- LP: Happening 'Live!' (ao vivo, 1967) - Capitol (ST-2745, stereo/T-2745, mono)

Discografia de acordo com o Discogs.

### EPs
- 7" EP, A: "Time Won't Let Me", "Listen People" / B: "Girl In Love", "Rockin' Robin" (1966, EUA / 1967, México) - Capitol (EAP4-2501)[13]

### Tom King and the Starfires, singles (Pama Records)
- 7" single, A: "Ring of Love" / B: "Cheating Game" (1958) - Pama (AA-115)
- 7", A: "I Know" / B: "Love You 'Cause I Love You" (1958) - Pama (AA-116)
- 7", A: "Billy's Blues" / B: "Chartreuse Caboose" (1958) - Pama (AA-117)
- 7", A: "Night Walk" / B: "Take Off" (1961) - Pop-Side (PS-2)
- 7", A: "Please Don't Leave Me" / B: "I Love You Cause I Love You" (1963) - Rescue (103)
- 7", A: "(I Can't Sit Still) Stronger Than Dirt" / B: "Maybe Baby" (1964) - E.M.K (EMK 101)

Relação de todos os singles lançados pela banda nos EUA, de acordo com o site 45cat.

### The Outsiders, singles (Capitol Records)
- 7" single, A: "Time Won't Let Me" / B: "Was It Really Real" (janeiro de 1966) - Capitol (5573)
- 7", A: "Girl In Love" / B: "What Makes You So Bad, You Weren't Brought Up That Way" (abril de 1966) - Capitol (5646)
- 7", A: "Respectable" / B: "Lost In My World" (julho de 1966) - Capitol (5701)
- 7", A: "Help Me Girl" / B: "You Gotta Look" (outubro de 1966) - Capitol (5759)
- 7", A: "I'll Give You Time (To Think It Over)" / B: "I'm Not Tryin' to Hurt You" (fevereiro de 1967) - Capitol (5843)
- 7", A: "Gotta Leave Us Alone" / B: "I Just Can't See You Anymore" (abril de 1967) - Capitol (5892)
- 7", A: "I'll See You In the Summertime" / B: "And Now You Want My Sympathy" (julho de 1967) - Capitol (5955)
- 7", A: "Little Bit of Lovin'" / B: "I Will Love You" (dezembro de 1967) - Capitol (2055)
- 7", A: "We Ain't Gonna Make It" / B: "Oh How It Hurts" (junho de 1968) - Capitol (2216)

Relação de todos os singles lançados pela banda nos EUA, de acordo com o site 45cat.

### Compilações
- LP: The Best of the Outsiders (1986) - Rhino Records (RNLP 70132)
- CD: Capitol Collectors Series (1991) - Capitol (CDP 794076 2)

Discografia de acordo com o Discogs.